# نانو (بازیکن فوتبال اسپانیایی، زاده ۱۹۹۵)
نانو (اسپانیایی: Nano‎؛ زادهٔ ۵ فوریهٔ ۱۹۹۵) بازیکن فوتبال در پست مهاجم اهل اسپانیا است.

## باشگاهی
از باشگاه‌هایی که در آن بازی کرده‌است می‌توان به باشگاه فوتبال تنریف، باشگاه فوتبال ایبار، باشگاه فوتبال لوانته و باشگاه فوتبال اسپورتینگ خیخون اشاره کرد.